# Shiva Temple
Der Shiva Temple ist ein im Grand Canyon im Nordwesten des US-Bundesstaates Arizona gelegener, 2331 Meter hoher Tafelberg.

## Etymologie
Der Name Shiva Temple ist von Shiva abgeleitet – dem hinduistischen Gott der Zerstörung des Universums. Das englische temple bedeutet Tempel. Die Tradition, Geländepunkte und auch Gesteinsformationen nach mythologischen Gottheiten zu bezeichnen, geht auf Clarence Dutton zurück, der im Jahr 1880 den Vishnu Temple benannt hatte. Dutton war der Ansicht, dass der Shiva Temple den größten und majestätischsten aller Buttes im Grand Canyon darstellte – außerdem war sein breites, vollkommen flaches Gipfelplateau baumbestanden. Die Namensbezeichnung wurde im Jahr 1906 offiziell vom U.S. Board on Geographic Names anerkannt.

## Geographische Lage
Der Shiva Temple bildet Teil des Grand-Canyon-Nationalparks. Er liegt entlang der rechten, nördlichen Flussseite des Colorado Rivers im Coconino County. Den rund 7 Kilometer weiter südlich vorbeiziehenden, tief ins Grundgebirge eingeschnittenen Fluss überragt er um 1585 Meter. Der Tafelberg liegt 9,7 Kilometer nördlich des Hopi Points am South Rim (Südrand des Grand Canyons) und etwa 4 Kilometer südwestlich des Tiyo Points (2366 Meter) am North Rim (Nordrand des Grand Canyons). Zum südöstlich vorgelagerten Isis Temple (2137 Meter) sind es 3,2 Kilometer und zum nordnordwestlichen Dragon Head (2367 Meter) 4,2 Kilometer. Er stellt eine gegenüber dem zum Colorado-Plateau gehörenden Kaibab-Plateau abgesonderte, südwestliche Fortsetzung dar.
Der Berg hat eine Dominanz von 4,26 Kilometer (gegenüber dem höheren Tiyo Point) und eine Schartenhöhe von 412 Meter (gegenüber dem Sattel zum Tiyo Point).

### Hydrologie
Niederschläge werden am Shiva Temple vorwiegend über den Trinity Creek und den Crystal Creek generell in südliche Richtung zum Colorado River abgeleitet. Der Trinity Creek geht aus drei kleineren Bächen hervor, welche an der Südwestseite des Berges entspringen. Ein vierter Seitenast entsteht an der Südostflanke. Die Nordwestflanke wird vom Dragon Creek entwässert, welcher dann als linker Seitenast in den Crystal Creek mündet. Östlich unterhalb des Sattels zum Tiyo Point beginnt der Phantom Creek, der nach Südost zum Bright Angel Creek hinausfließt.

## Klima
Gemäß der Köppen-Geiger Klimaklassifikation gehört der Shiva Temple zur kalten, semiariden Klimazone (Typus BWk).

## Erstbesteigung
Das Gipfelplateau des Shiva Temples war wahrscheinlich schon von den Anasazi bestiegen worden. Der Anstieg wird im Yosemite Decimal System als Schwierigkeitsklasse 4 bewertet.

## Geologie

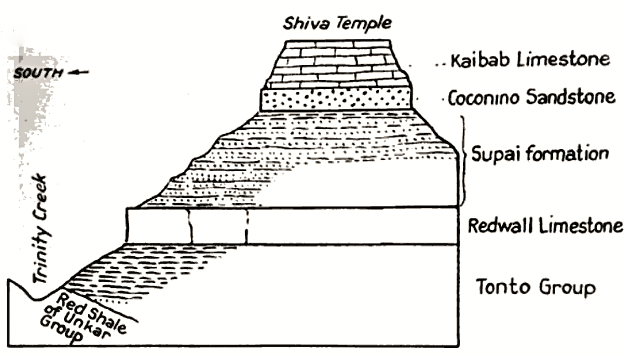
Geologisches Profil

Das Gipfelplateau des Shiva Temples besteht aus flachliegendem unterpermischen Kaibab Limestone, der cremefarbenen, Steilwand-bildenden und ebenfalls unterpermischen Coconino Sandstone überlagert. Der markante Coconino Sandstone wurde vor 265 Millionen Jahren als Sanddünen eines Ergs abgelagert. Unter dem Sandsteinband erscheinen diskonform die rotgefärbten Terrassen- und Hangsedimente der oberkarbonischen bis unterpermischen Supai Group. Diese ruhen ihrerseits erosiv diskordant auf der beeindruckenden Steilwand des unterkarbonischen Redwall Limestones. Darunter liegen diskonform und mit einem beträchtlichen Hiatus die kambrischen Sedimente der Tonto Group mit Muav-Formation, Bright-Angel-Formation und Tapeats Sandstone (vom Hangenden zum Liegenden). Unterhalb vom oberkambrischen Tapeats Sandstone der Tonto Group  steht entweder die Unkar Group oder das polymetamorphe Grundgebirge an. Trennfläche ist die bedeutende Winkeldiskordanz der Great Unconformity. Die schwach nach Nordosten einfallende Unkar Group beschränkt sich auf den Südostabschnitt an der Basis des Isis Temples, das Grundgebirge wird vom Dragon Creek, Crystal Creek und Trinity Creek angeschnitten und freigelegt.
Das Gipfelplateau ist tektonisch ungestört, der Bergstock wird aber an seinen Rändern von bedeutenden Störungen umrahmt. So quert in nordwestlicher Richtung über den Sattel zum Tiyo Point die Phantom Fault, an der eine Absenkung des Shiva Temples von immerhin 45,5 Meter angegeben wird. Unmittelbar parallel hierzu hat sich außerdem eine Monoklinale gebildet. An der Westseite des Gipfelaufbaus verläuft in Nordnordöstlicher Richtung ein Ausläufer der Dragon Fault, an der ein relativ geringer Versatz von 9 Meter stattgefunden hat – hier wurde die Westseite angehoben. Am Südostende des Gipfelplateaus können Klüfte mit Ostnordost-Streichen beobachtet werden.

## Flora und Fauna
Das Plateau des Tafelbergs wird von der Gelb-Kiefer bestanden. Hierzu gesellen sich andere Kiefern, verschiedene Wacholder, Buschwerk und Kakteen. Die Fauna besteht (gemäß einer Untersuchung von 1937) aus Streifenhörnchen, Kaninchen, Amerikanischen Buschratten, Mäusen und Felsenzieseln.

## Photogalerie

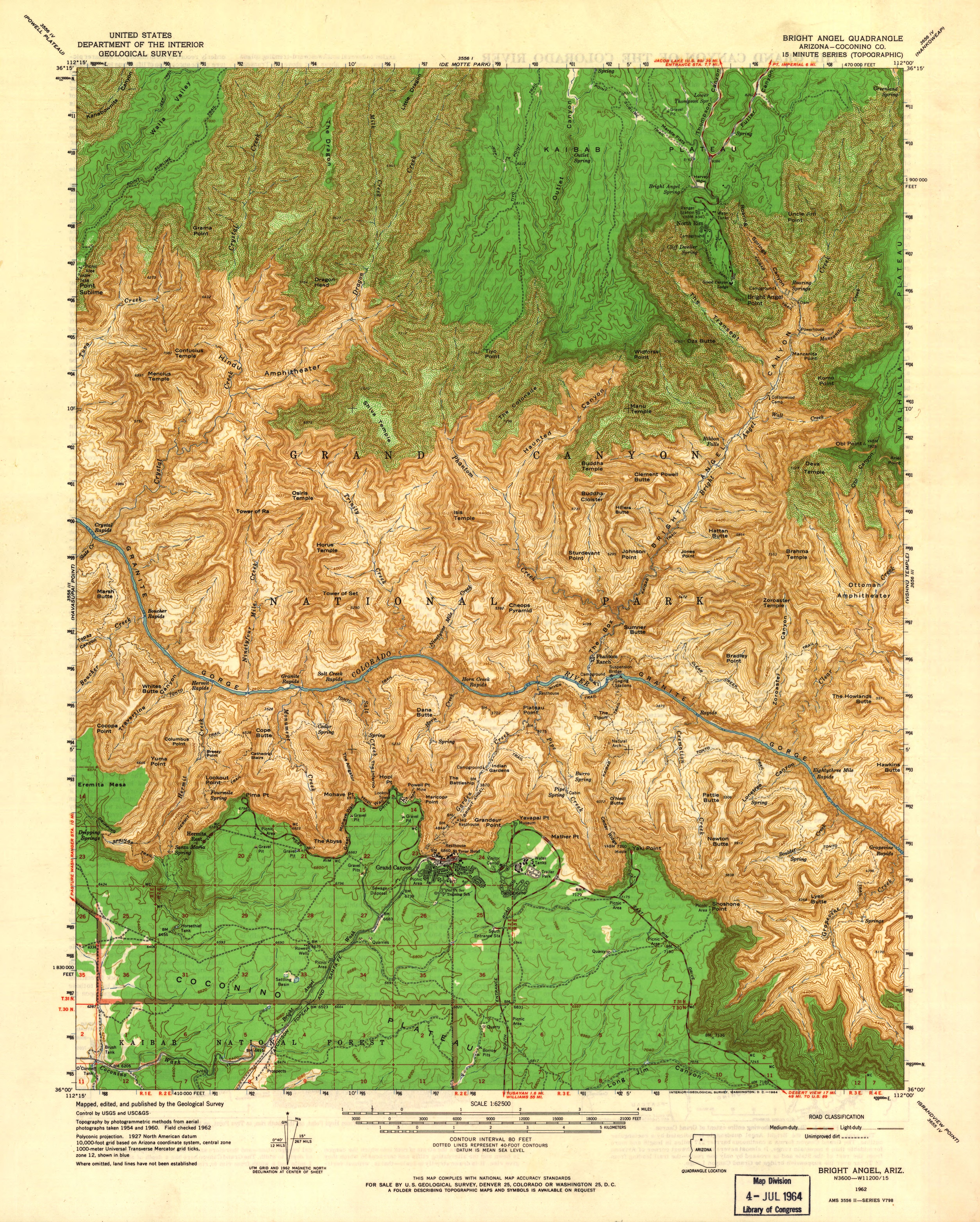
Lagekarte
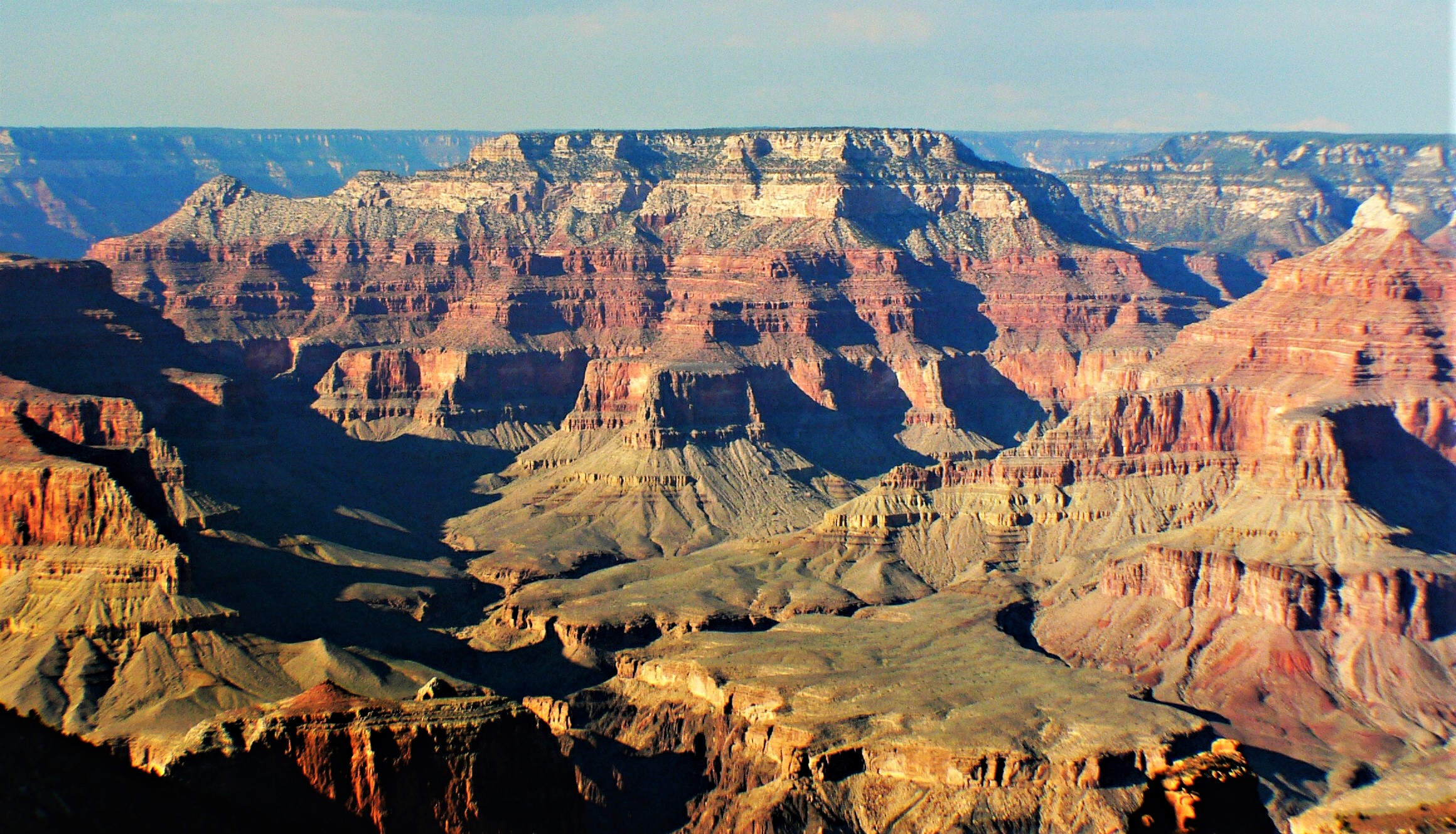
Shiva Temple von Südsüdost, Blick in das Seitental des Trinity Creeks
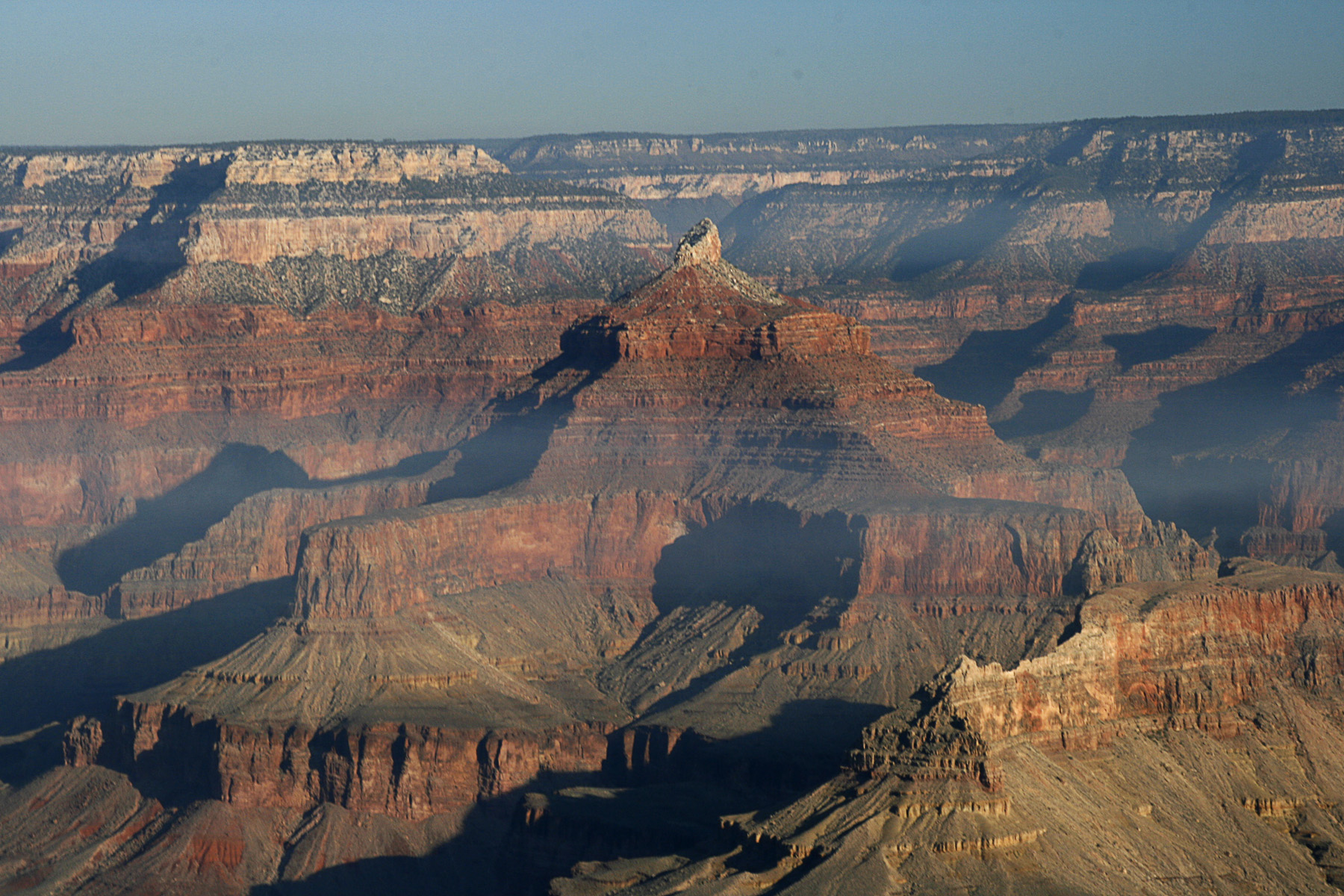
Isis Temple (Mitte), dahinter links der Shiva Temple
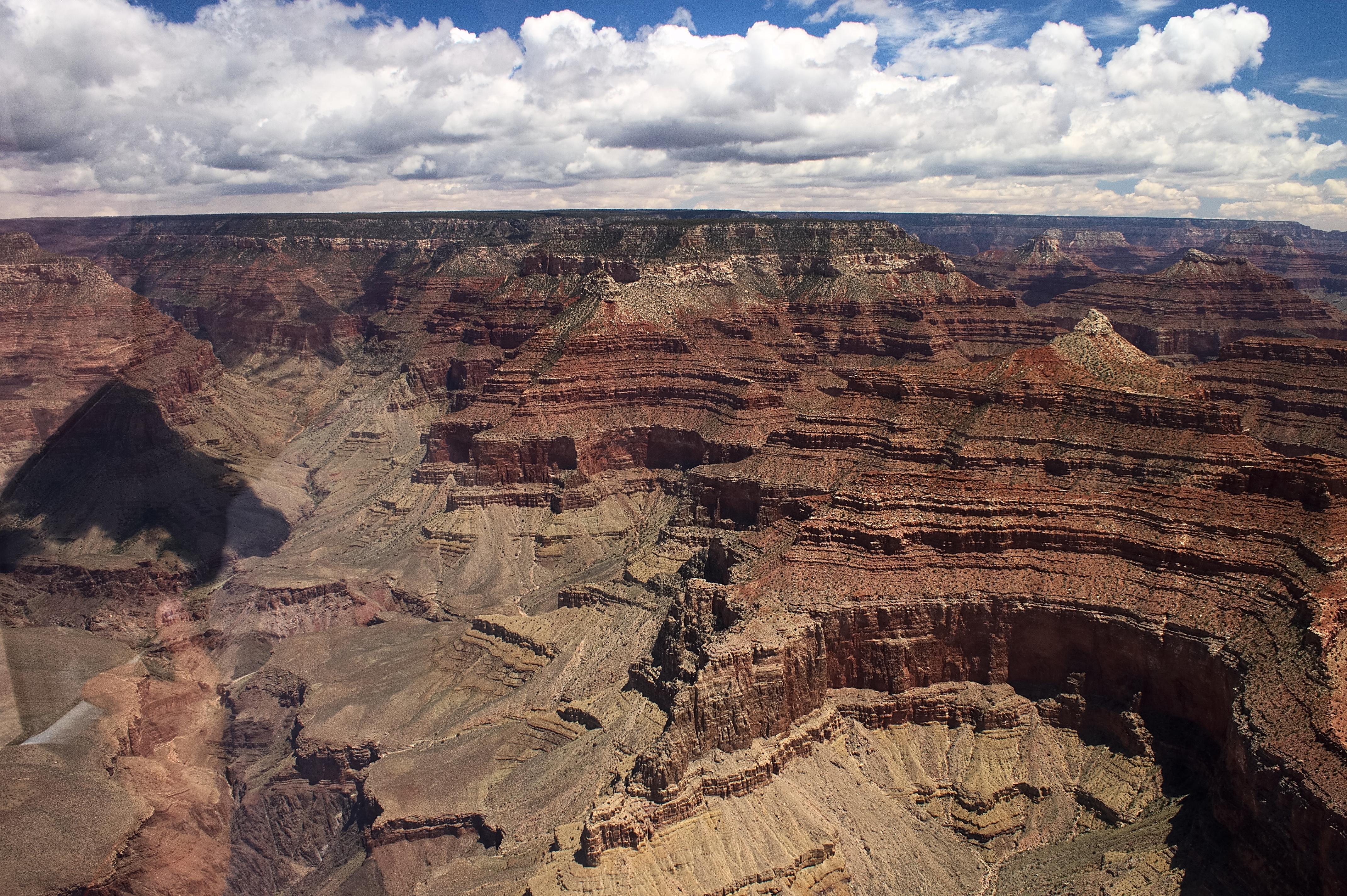
Luftbild – Isis Temple rechts, links dahinter Shiva Temple und links im Vordergrund der Trinity Creek
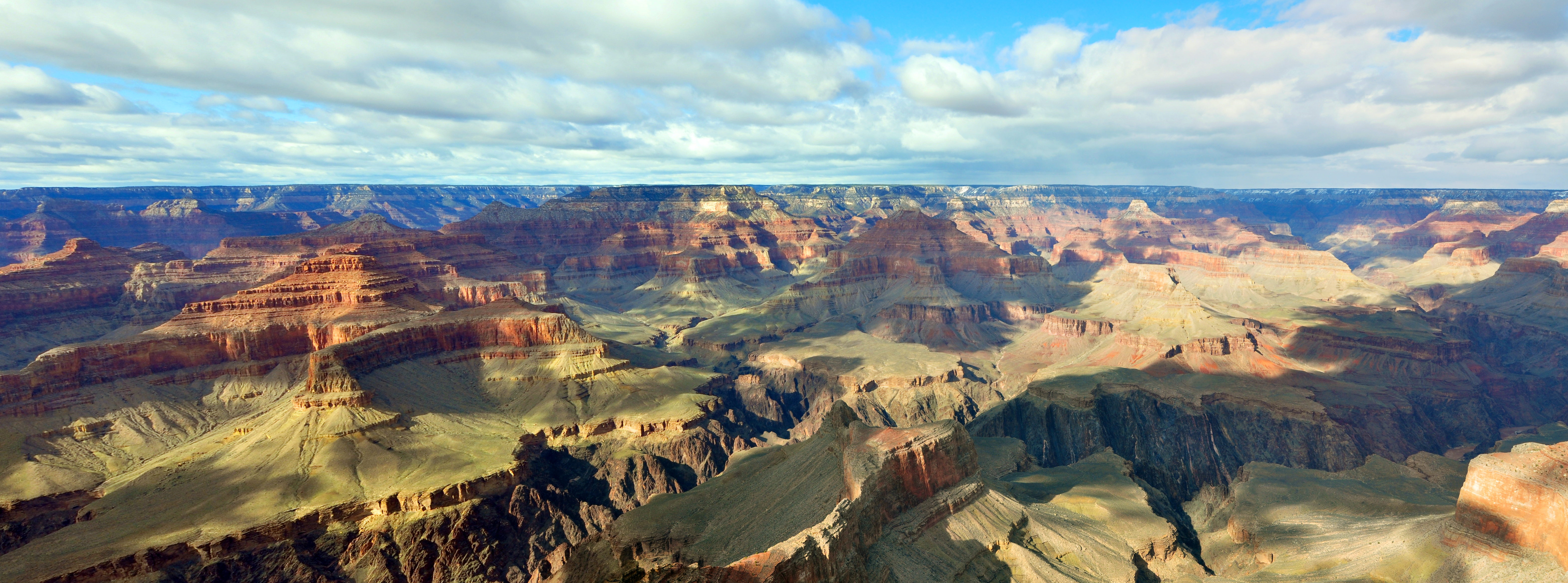
Panoramaaufnahme mit Shiva Temple mittig im Hintergrund